# Justo López Mejías
Justo López Mejías va ser un militar espanyol que va participar en la Guerra civil.

## Biografia
Oficial de carrera, ostentant el rang de tinent d'artilleria va participar en fallida revolta de Jaca de 1930. En el moment de l'esclat de la Guerra civil estava destinat en el Batalló presidencial. En els primers mesos de la contesa va estar implicat en la formació de les milícies republicanes, i posteriorment va passar a manar diverses unitats regulars de l'Exèrcit Popular. El novembre de 1936 va passar a manar la 20a Brigada Mixta, unitat amb la qual va intervenir en la batalla de Pozoblanco. Al març de 1938 va passar a manar la 38a Divisió, amb caserna general a Hinojosa del Duque. Posteriorment va manar la 68a Divisió al Front d'Extremadura.